# Allmänna Svenska Elektriska Aktiebolaget

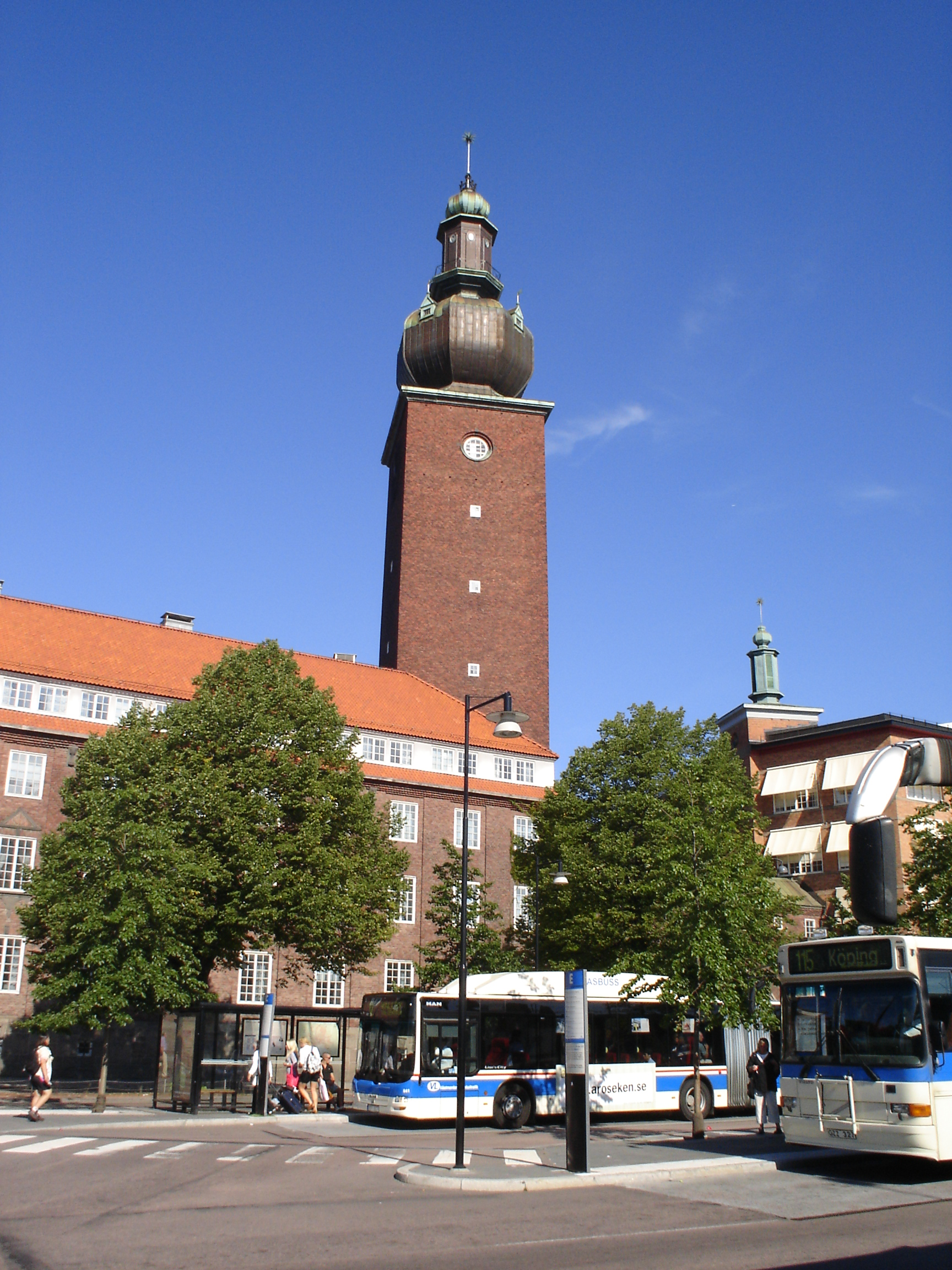
Центральный офис компании

ASEA (аббр. от швед. Allmänna Svenska Elektriska Aktiebolaget, Всеобщая шведская электрическая акционерная компания) — шведское промышленное предприятие, крупный производитель электротехнической продукции и машин, трамваев, электровозов.
В 1988 году слилась со швейцарской компанией Brown, Boveri & Cie, с образованием компании ASEA-Brown Boveri (ABB). ASEA продолжает существовать, но теперь уже как холдинговая компания, владеющая 50 % акций ABB.

## История

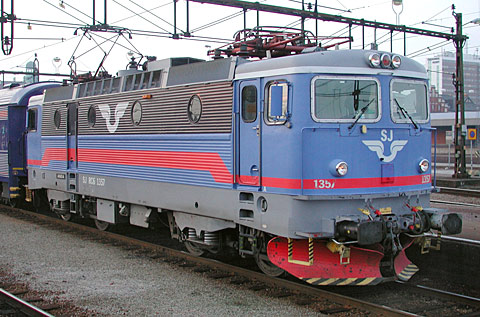
Электровоз Rc строился на заводах ASEA

Компания была основана в 1883 году Людвигом Фредгольмом в Стокгольме как производитель электрических ламп и генераторов. После слияния с Компанией электрической энергии Венстрёма и Гранстрёма, компания стала называться швед. Allmänna Svenska Elektriska Aktiebolaget (читается «Альмэна свенска электриска актиэболагет»), сокращённо ASEA. До революции 1917 года в России существовала дочерняя компания — русское электрическое акционерное общество АСЕА.
- В 1889 Йонас Венстрём создаёт трёхфазные генераторы, двигатели и трансформаторы.
- В 1933 из-за негативных ассоциаций с германским нацизмом компания изменяет логотип, ранее содержавший свастику.
- В 1953 компания создаёт первые промышленные бриллианты.
- В 1955 году создаёт электровоз Rapidlok
- В 60-х годах XX века строит 9 из 12 шведских АЭС.
- В 1974 компания начинает применять промышленные роботы.
- В 1988 сливается с Brown Boveri & Cie.